# Остен (вестник)
Вижте пояснителната страница за други значения на Остен.
„Остен“ е първият сатиричен български вестник след Освобождението. Излиза в старата българска столица Търново през 1879 година.
Вестникът е издаван от Петко Славейков и следи работата на Учредителното събрание, в което Славейков е народен представител. Сред основните му сътрудници е Стефан Стамболов, който пише хумористични куплети, преработени народни песни, статии и епиграми, под собствено име, с инициалите си или с псевдонимите „Незлоблив поет“ и „Незлобин“. Към вестника сътрудничи и Христо Белчев.
В „Остен“ се публикуват статии, стихотворения, фейлетони, басни, сценки, вицове. Застъпва се за демократична конституция, за избирателен ценз, свобода на печата, за граждански права и свободи. Противопоставя се на искането на консерваторите за двукамерен парламент.